# ハウチワカエデ
ハウチワカエデ（羽団扇楓、学名: Acer japonicum）はムクロジ科カエデ属の落葉小高木・落葉高木。同じ株に両性花と雄花が生ずる雄性同株。別名、メイゲツカエデ。カエデのなかまの中でも掌状の葉が特に大きく、葉柄が短いのが特徴である。

## 名称
和名ハウチワカエデの名の由来は、カエデのなかまの中でも葉が特に大きく、これを天狗が持つ羽で出来た団扇（羽団扇）に例えたものである。別名のメイゲツカエデ（名月楓）は、秋の名月の光で紅葉が映えて、落ちるのも見えるという意味が込められている。
そのほか様々な別名があり、アカバナハウチワカエデ、ネバリハウチワカエデ、オオメイゲツ、シナノハウチワカエデ、ケハウチワカエデ、コバコハウチワ、モミジハウチワなどとも呼ばれている。
学名は、Acer japonicum で、日本のモミジを代表する意味の名がつけられている。英名は full moon maple（フルムーン・メープル）で、これは別名のメイゲツカエデ（名月楓）をそのまま訳したものと考えられている。中国名では、羽扇槭（羽扇楓）とも書かれる。

## 分布と生育環境
日本の北海道および本州（中部以北）、四国に分布し、日本国外では朝鮮半島に分布する。山地の中腹から尾根にかけて生え、低山帯から亜高山帯下部の山地の谷間などに広く自生する。他のカエデ類とより寒冷に強く、標高の高いブナ帯に生育する。日当たりのよい山の斜面に生えている。
観賞のため人の手によって、園芸種が庭や公園などにも植えられている。

## 特徴
落葉広葉樹の小高木から高木で、樹高は5 - 10メートル (m) 、高いもので15 mに達する。樹皮は青灰色や灰白色、灰褐色で若木はなめらかである、成木の樹皮は浅く裂ける。今年枝は赤褐色または紅紫色で、花時のみわずかに白色の長軟毛を散生させるが、後に落ち無毛で光沢がある。鱗片葉は長さ2.5 - 3センチメートル (cm) で紅紫色を帯びる。
葉は対生し、葉身は長さ7 - 15 cm、幅5.5 - 12 cm、掌状に9 - 11浅裂・中裂する。葉の切れ込み方は、葉身の5分の2から3分の1までで、多くは9裂だが少なくは7裂、最も多くは13裂の場合もある。裂片の先端は鋭くとがり、基部は心形になり、葉縁には重鋸歯がある。花時の葉両面には白色の軟毛があるが、成葉では裏面の脈上や脈腋に毛が残る。葉柄は葉身の4分の1から2分の1の長さで、2 - 4 cmになり、葉柄裏には多くの白い毛がある。秋10 - 11月になると、葉全体が一度には色づかず、葉の先から黄色や橙色、赤色に色づいて紅葉（黄葉）が変化に富んで美しい。葉が重なり合って下になった葉は、陰になった部分だけ上の葉の形に黄色く染まることもある。葉脈に沿って塗り分けたような複数の色が入り交じる紅葉の仕方は、ハウチワカエデのほか、コハウチワカエデ、オオイタヤメイゲツに共通する特徴である。落葉した葉は、地上に落ちると茶色く縮れ小さく丸まる。
花期は4 - 5月。本年枝の先に、若葉と同時に散房花序を出して下垂し、暗紅紫色の花をつける。花は1つの花序に下向きに6 - 14個つき、雄花と両性花が混生する。萼片は長さ6 - 7ミリメートル (mm) で暗紅色、花弁は萼片より短く淡黄色でそれぞれ5個、雄花の雄蕊は長さ5 mmで8個あり、葯は黄色。両性花の子房には黄白色の軟毛がある。
果期は10月。果実は翼果で2個の分果からなり、分果の長さは2 cmになる。ハウチワカエデの分果は、カエデ属の特徴的なプロペラ形で、ほとんど水平に開く。秋の紅葉が見られる頃に、翼果も熟す。
冬芽は大きめで無毛、芽鱗は8枚あり、基部は膜質の芽鱗に包まれ、鱗片の内側に長い毛がある。仮頂芽は2個だが1個のものもある。側芽は枝に対生する。冬芽のわきにある葉痕は細く、維管束痕は3個ある。
- 展開した葉
- 紅葉する大覚寺のハウチワカエデ
- 紅葉（岐阜県揖斐川町にて）
- 黄葉（丹沢山地）
- 落葉寸前の状態(武蔵丘陵森林公園)

## 園芸品種など
園芸種が多数あり、庭木として観賞される。
エゾメイゲツカエデ - Acer japonicum Thunb. f. microphyllum（Koidz.） Rehderの品種のほか、園芸品種では、葉が全裂するマイクジャク（舞孔雀）や、カサド、ココノエ、マツヨイ、サヨシグレなどがある。
ハウチワカエデは変種が多く、オオメイゲツ、エゾメイゲツカエデ、モミジバウチワカエデ、コバコハウチワなどがある。いずれも葉は深く切れ込まず、北海道に産するエゾメイゲツカエデは最も浅い。葉の切れ込みが深いものは、フカギレハウチワカエデとよばれるものや、‘小夜千鳥’（さよちどり）、‘舞孔雀’（まいくじゃく）などの栽培種で、極めて深い裂片をもつ。ハウチワカエデは葉の変異が多いため、母種とは似つかない葉の形のものが生まれている。

## 利用
材は薪炭をはじめ、船舶材、建築材、彫刻材として利用される。